# Jean Paul van Poppel
Jean Paul van Poppel (* Tilburg, 30 de septiembre de 1962) es un exciclista neerlandés, profesional entre los años 1985 y 1995, durante los cuales obtuvo 94 victorias. 
Consumado esprínter, obtuvo victorias de etapa en las tres Grandes Vueltas al conseguir 9 victorias en la Vuelta a España, 4 victorias en el Giro de Italia y 9 victorias en el Tour de Francia. Además, ganó la clasificación por puntos del Tour de Francia en 1987.
Actualmente es director deportivo del equipo Roompot/Orange Cycling Team.
Es padre de los ciclistas Boy van Poppel y Danny van Poppel

## Palmarés
| 1984 - Omloop der Kempen 1985 - 1 etapa de la Vuelta a Dinamarca - 1 etapa de la Vuelta a Bélgica - 1 etapa del Tour de l'Oise - 1 etapa del Tour del Porvenir 1986 - 2 etapas del Giro de Italia - 1 etapa de la Vuelta a Dinamarca - 1 etapa de la Vuelta a los Países Bajos - 1 etapa de la Tirreno-Adriático - Scheldeprijs Vlaanderen 1987 - 2 etapas del Tour de Francia, más clasificación por puntos - 3 etapas de la Vuelta a Suecia - 2 etapas de los Cuatro días de Dunkerque - 1 etapa de la Vuelta a Aragón - 1 etapa de la Vuelta a Dinamarca - 1 etapa de la Vuelta a los Países Bajos - Delta Profronde 1988 - 4 etapas del Tour de Francia - 1 etapa de la Vuelta a Suecia - Scheldeprijs Vlaanderen - 3 etapas del Herald Sun Tour - 1 etapa del Tour de l'Oise 1989 - 2 etapas del Giro de Italia - 2 etapas de la Vuelta a los Países Bajos - 1 etapa de la Volta a Cataluña - 1 etapa de los Cuatro días de Dunkerque - Veenendaal-Veenendaal | 1990 - 2 etapas de los Cuatro días de Dunkerque 1991 - 4 etapas de la Vuelta a España - 1 etapa del Tour de Francia - 1 etapa de la Dauphiné Libéré - 1 etapa de la París-Niza - 3 etapas de la Vuelta a Aragón 1992 - 2 etapas de la Vuelta a España - 1 etapa del Tour de Francia - 2 etapas de la Vuelta a Murcia - 1 etapa del Tour del Mediterráneo - Acht van Chaam 1993 - 2 etapas de la Vuelta a España - 1 etapa de la Vuelta a Murcia - 1 etapa de la Vuelta a Aragón - 1 etapa de la Volta a Cataluña - 1 etapa de la Ruta del Sur - 2 etapas de la Estrella de Bessèges 1994 - 1 etapa de la Vuelta a España - 1 etapa del Tour de Francia - 1 etapa del Midi Libre - Estrella de Bessèges, más 1 etapa |

## Resultados en Grandes Vueltas y Campeonato del Mundo
| Carrera         | Carrera         | 1985 | 1986  | 1987  | 1988  | 1989  | 1990  | 1991  | 1992  | 1993  | 1994 | 1995 |
| --------------- | --------------- | ---- | ----- | ----- | ----- | ----- | ----- | ----- | ----- | ----- | ---- | ---- |
|                 | Giro de Italia  | —    | 125.º | —     | —     | 132.º | 154.º | —     | —     | —     | —    | —    |
|                 | Tour de Francia | —    | —     | 130.º | 138.º | Ab.   | 146.º | Ab.   | 127.º | Ab.   | Ab.  | —    |
|                 | Vuelta a España | —    | —     | —     | —     | —     | —     | 107.º | 123.º | 110.º | 97.º | —    |
| Mundial en Ruta | Mundial en Ruta | —    | —     | Ab.   | —     | —     | —     | —     | —     | —     | —    | —    |